# Posdam
Posdam is een historisch merk van motorfietsen.
De bedrijfsnaam was: Fratelli Possio, Torino.
De gebroeders Possio begonnen in 1926 met de productie van gemotoriseerde fietsen met 125- en 150 cc viertaktmotoren. Deze waren ontwikkeld door ing. Da Milano. De naam Posdam was samengesteld uit Possio en Da Milano. In 1929 was er alleen een 175 cc-model leverbaar, maar in dat jaar werd de productie beëindigd.